# Dimitris Katsimitros
Dimitris Katsimitros (Schimatari, Grecia, 12 de junio de 1997) es un futbolista griego. Juega de arquero y su equipo actual es el Anorthosis Famagusta de la Primera División de Chipre.

## Selección
| Selección        | Año  | PJ | Goles |
| ---------------- | ---- | -- | ----- |
| Selección Sub-17 | 2014 | 4  | 0     |

## Clubes
| Club                 | País   | Año           | PJ           | Goles |
| -------------------- | ------ | ------------- | ------------ | ----- |
| Olympiacos F.C.      | Grecia | 2015-2016     | 0            | 0     |
| Anorthosis Famagusta | Chipre | 2017-presente | 2 (Suplente) | 0     |